# 岡本季正
岡本 季正（おかもと すえまさ、1892年8月16日 – 1967年11月23日）は、日本の外交官。 駐オランダ大使、日蘭協会会長。

## 来歴・人物
1892年8月16日生まれ。京都府出身。本籍は東京都目黒区。
1917年、東京帝国大学法学部卒。
1918年、外務省入省。
英国、米国など勤務を経て、1931年4月欧米局第2課長。
1934年3月会計課長、1936年5月アメリカ局長、1937年4月上海総領事。
1938年3月、駐英国大使館参事官。
1941年10月シンガポール総領事、同年12月5日に着任。着任4日後の同月8日に太平洋戦争開戦により英海峡植民地当局に拘束され、シンガポールのチャンギ刑務所、スリランカのコロンボ、インドのボンベイを経てヒマラヤ中腹のムスリーに抑留される。
1942年8月、抑留者交換のため解放され、ムスリーからボンベイを経て抑留者の交換が行われるロレンソマルケスへ。船中で、そのままスウェーデン公使に赴任するよう命令を受ける。ロレンソマルケスでアメーバ赤痢により一時入院。
1942年11月 特命全権公使としてスウェーデン国（兼デンマーク国）に駐剳し、終戦和平工作に従事。
1952年10月 駐オランダ大使。
1956年12月に退官。退官後、日蘭協会会長、日本ユネスコ国内委員会委員など。
晩年は東京・目黒で過ごす。1967年11月23日死去、享年75歳。

## 栄典
- 1926年（大正15年）2月10日 - 単光旭日章[10]
- 1940年（昭和15年）8月15日 - 紀元二千六百年祝典記念章[11]

## 親族
- 岡本武三 - 兄。駐イラン公使。
- 岡本愛祐 - 弟。帝室林野局長官。参議院議員。
- 柳沢露子 - 妻。第一生命保険の柳沢保恵（設立者社長）の子 [12]。損害保険事業家の柳沢保承は兄弟。甥に京極杞陽（華族）、伏見博英（皇族）がいる。

## 演じた俳優
- 青島健太[13] - NHKハイビジョン特集「日本のいちばん長い夏」（2010年7月31日）